# Svila
Svila so vlakna iz kokonov sviloprejke. To je bleščeča, fina, mehka, trdna nit, s katero se gosenica sviloprejke oprede v zamotek (kokon). Svila je naravni protein, tako kot človeški las. Vsebuje naravno lepilo sericin, ki ga izloča sviloprejka in se med proizvodnjo tkanine ohrani, uniči pa se če tkanino peremo v vroči vodi, zato se svila skrči. Nit se odvije od kokonov, potem ko bubo zamorijo s segrevanjem v vroči vodi. Od srednjega dela kokona se odvije 300-900 m dolga nit. Za 1 kg niti je treba 2,5-4 kg suhih kokonov. Večinoma morajo za uporabo združiti in posukati več niti.
Pri pridelavi posebne svile Gvangudan se svila suši na travi. Gvangudan je pokrajina. Ta poseben način pridelave svile izhaja iz leta 589 našega štetja. Svilo namesto v vodo namočijo,  v tekočino šouljang jam Rizome, nekakšno mešanico zelišč, ki rastejo samo v  kitajski pokrajini Gvangdung. Proces barvanja svile je povsem naraven, svilo pobarva kombinacija svile in zelišč. Ko se svila obarva, jo morajo samo še posušiti na travi.

Po Kitajski legendi stari 4600 let naj bi cesarica odkrila svilo v nasadu murv. Kokon ji je padel v vročo vodo kokon se je pri tem odvil in nastala je svila.
Svilo so odkrili na Kitajskem pred več kot 5000 leti. Kitajci so skrivnost pridelovanja svile obdržali kar 3000 let. V Evropo so jo prvi prinesli beneški trgovci.
Svila je tudi ime za blago iz svilenih vlaken.